# Девоція
Девоція (лат. devotio) — у давніх римлян, обітниця підземним богам. Солдат чи полководець добровільно жертвував власним життям, просячи в богів знищити вороже військо. Девоція відбувалася після здійснення урочистого обряду.
З джерел відомі девоції Деціїв — батька та сина (обидвоє консули) в 340 та 295 роках до нашої ери. Відомі також девоції ранньої Імперії в ім'я імператора.